# Bildung krimineller Vereinigungen
Die Bildung krimineller Vereinigungen ist eine Straftat, die im Strafrecht Deutschlands in § 129 StGB normiert ist. Der Tatbestand findet sich im Abschnitt Straftaten gegen die öffentliche Ordnung und soll Organisationsdelikte erfassen.
Gründung und Mitgliedschaft in einer kriminellen Vereinigung wird mit einer Freiheitsstrafe bis zu fünf Jahren oder mit Geldstrafe (vgl. aber unten Absatz 5), das Unterstützen oder das Werben um Mitglieder oder Unterstützer mit Freiheitsstrafe bis zu drei Jahren oder mit Geldstrafe bestraft.

## Wortlaut
§ 129 StGB lautet seit 1. Oktober 2021:
Bildung krimineller Vereinigungen
(1) Mit Freiheitsstrafe bis zu fünf Jahren oder mit Geldstrafe wird bestraft, wer eine Vereinigung gründet oder sich an einer Vereinigung als Mitglied beteiligt, deren Zweck oder Tätigkeit auf die Begehung von Straftaten gerichtet ist, die im Höchstmaß mit Freiheitsstrafe von mindestens zwei Jahren bedroht sind. Mit Freiheitsstrafe bis zu drei Jahren oder mit Geldstrafe wird bestraft, wer eine solche Vereinigung unterstützt oder für sie um Mitglieder oder Unterstützer wirbt.
(2) Eine Vereinigung ist ein auf längere Dauer angelegter, von einer Festlegung von Rollen der Mitglieder, der Kontinuität der Mitgliedschaft und der Ausprägung der Struktur unabhängiger organisierter Zusammenschluss von mehr als zwei Personen zur Verfolgung eines übergeordneten gemeinsamen Interesses.
(3) Absatz 1 ist nicht anzuwenden,
1. wenn die Vereinigung eine politische Partei ist, die das Bundesverfassungsgericht nicht für verfassungswidrig erklärt hat,
2. wenn die Begehung von Straftaten nur ein Zweck oder eine Tätigkeit von untergeordneter Bedeutung ist oder
3. soweit die Zwecke oder die Tätigkeit der Vereinigung Straftaten nach den §§ 84 bis 87 betreffen.
(4) Der Versuch, eine in Absatz 1 Satz 1 und Absatz 2 bezeichnete Vereinigung zu gründen, ist strafbar.
(5) In besonders schweren Fällen des Absatzes 1 Satz 1 ist auf Freiheitsstrafe von sechs Monaten bis zu fünf Jahren zu erkennen. Ein besonders schwerer Fall liegt in der Regel vor, wenn der Täter zu den Rädelsführern oder Hintermännern der Vereinigung gehört. In den Fällen des Absatzes 1 Satz 1 ist auf Freiheitsstrafe von sechs Monaten bis zu zehn Jahren zu erkennen, wenn der Zweck oder die Tätigkeit der Vereinigung darauf gerichtet ist, in § 100b Absatz 2 Nummer 1 Buchstabe a, b, d bis f und h bis o, Nummer 2 bis 8 und 10 der Strafprozessordnung genannte Straftaten mit Ausnahme der in § 100b Absatz 2 Nummer 1 Buchstabe h der Strafprozessordnung genannten Straftaten nach den §§ 239a und 239b des Strafgesetzbuches zu begehen.
(6) Das Gericht kann bei Beteiligten, deren Schuld gering und deren Mitwirkung von untergeordneter Bedeutung ist, von einer Bestrafung nach den Absätzen 1 und 4 absehen.
(7) Das Gericht kann die Strafe nach seinem Ermessen mildern (§ 49 Abs. 2) oder von einer Bestrafung nach diesen Vorschriften absehen, wenn der Täter
1. sich freiwillig und ernsthaft bemüht, das Fortbestehen der Vereinigung oder die Begehung einer ihren Zielen entsprechenden Straftat zu verhindern, oder
2. freiwillig sein Wissen so rechtzeitig einer Dienststelle offenbart, daß Straftaten, deren Planung er kennt, noch verhindert werden können;
erreicht der Täter sein Ziel, das Fortbestehen der Vereinigung zu verhindern, oder wird es ohne sein Bemühen erreicht, so wird er nicht bestraft.

## Rechtsgut und Einordnung als Organisationsdelikt
Das Rechtsgut der Norm ist nach der wohl herrschenden Meinung die öffentliche Sicherheit und Ordnung. Nach dem Bundesgerichtshof (BGH) dient § 129 StGB dazu, „Strafrechtsschutz […] weit in das Vorfeld einer Rechtsgutsverletzung oder konkreten Rechtsgutsgefährdung vorzuverlagern“.
Sämtliche Tatbestandsalternativen (Gründung, Mitgliedschaft, Unterstützung, Werbung um Mitglieder und Unterstützer) stellen Organisationsdelikte dar.

## Kriminelle Vereinigung
Der Begriff der Vereinigung ist in § 129 Abs. 2 StGB definiert.
Ziel der gesetzlichen Regelung ist es, die Anforderungen gegenüber der alten Rechtslage abzusenken. Im Gegensatz zu der Rechtslage vor der Änderung von 2017 ist weder erforderlich ein einheitlicher, nach festen Regeln gebildeter Gruppenwille, dem die Mitglieder sich unterordnen würden, noch eine Gruppenidentität, so dass die Mitglieder sich als einheitlicher Verband fühlen würden. Man kann die Definition aufspalten in ein „organisatorisches Element“, ein „personelles Element“, ein „zeitliches Element“ und ein „interessenbezogenes Element“. Für das interessenbezogene Element reicht nach dem Bundesgerichtshof noch nicht ein persönliches Gewinnerzielungsinteresse. Ebenso ergebe sich das gemeinsame Interesse (in Abgrenzung zum Begriff der Bande) noch nicht aus der gemeinsamen Begehung von Straftaten allein. Bei Vereinigungen „zur Verfolgung weltanschaulich-ideologischer, religiöser oder politischer Ziele“ ergebe sich das gemeinsame Interesse allerdings schon daraus. Stattdessen sei bei Vereinigungen im Bereich allgemeiner, auf Gewinnerzielung ausgerichteter Kriminalität zum gemeinsamen Interesse eine Gesamtbetrachtung aufgrund äußerer Umstände anzustellen. Hierzu zählen nach dem BGH „insbesondere der Umfang und das Ausmaß genutzter – gegebenenfalls auch grenzüberschreitender – organisatorischer Strukturen sowie sachlicher Mittel, eine festgelegte einheitliche Willensbildung, eine interne Sanktionierung von Verstößen gegen gemeinschaftliche Regeln, die Anzahl der Mitglieder, ein von den konkreten Personen losgelöster Bestand, eine etwaige Gemeinschaftskasse, die Beanspruchung quasistaatlicher Autorität und die Einflussnahme auf grundlegende gesellschaftliche oder hoheitliche Akteure.“
Nach § 129 Abs. 1 StGB muss bei einer kriminellen Vereinigung

## Erhebliche Gefahr für die öffentliche Sicherheit
Nach herrschender Meinung zum § 129 StGB vor der Änderung von 2017 muss von der Vereinigung eine erhebliche Gefahr für die öffentliche Sicherheit ausgehen, um den Tatbestand zu erfüllen. So wurde für entschlossene Hausbesetzer, die sich verbarrikadierten, um ihren (rechtswidrigen) Besitz zu sichern, für geplante Wirtschaftsstraftaten mit einem Unternehmen sowie für Vereinigungen, die unerlaubte Glücksspiele veranstalten wollten, keine Strafbarkeit angenommen. Die erhebliche Gefahr wurde auch in einem Fall verneint, bei dem sich Personen zum Zwecke öffentlichkeitswirksamer ausländerfeindlicher Sachbeschädigungen zusammengeschlossen hatten.
Dieses Erfordernis der erheblichen Gefahr für die öffentliche Sicherheit und der Straftaten von einigem Gewicht soll (auch nach der Begründung des Gesetzgebers) nach noch immer herrschender Ansicht weiterhin gelten, auch wenn der § 129 StGB mit Wirkung vom 22. Juli 2017 durch das Vierundfünfzigste Gesetz zur Änderung des Strafgesetzbuches auf Vereinigungen beschränkt wurde, „deren Zweck oder Tätigkeit auf die Begehung von Straftaten gerichtet ist, die im Höchstmaß mit Freiheitsstrafe von mindestens zwei Jahren bedroht sind“. Der Bundesgerichtshof prüfte dieses Erfordernis beispielsweise noch 2021 unter Verweis auf die soeben genannte Begründung des Gesetzgebers.

## Ausschlusstatbestände des Absatz 3
Nach Absatz 3 sind drei Fälle vom Tatbestand ausgeschlossen und somit nicht relevant im Rahmen der Strafbarkeit krimineller Vereinigungen.

### Absatz 3 Nummer 1 (Parteien)
Der erste Ausschlusstatbestand betrifft Parteien, die nicht vom Bundesverfassungsgericht für verfassungswidrig erklärt wurden. Dies ist Ausdruck des Parteienprivilegs. Die Ausschlusswirkung entfällt mit der Feststellung der Verfassungswidrigkeit durch das Bundesverfassungsgericht, ohne dass es zu einer Rückwirkung kommt.

### Absatz 3 Nummer 2 (untergeordnete Bedeutung)
Der zweite Ausschlusstatbestand betrifft Vereinigungen, bei denen die Begehung von Straftaten vom Zweck oder von der Tätigkeit her nur von untergeordneter Bedeutung ist. Das ist nach dem Bundesgerichtshof dann nicht der Fall, wenn das Bild der Vereinigung durch das strafrechtswidrige Verhalten bzw. den strafrechtswidrigen Zweck aus der Sicht eines informierten Dritten jedenfalls auch wesentlich mitgeprägt wird: „Nach der Rechtsprechung ist die Begehung von Straftaten dann nicht von untergeordneter Bedeutung, wenn sie zwar nur einen von mehreren Zwecken (oder eine von mehreren Tätigkeiten) der Vereinigung darstellt, dieser Zweck (diese Tätigkeit) aber wenigstens in dem Sinne wesentlich und damit gleichgeordnet mit den anderen ist, daß durch das strafrechtswidrige Verhalten das Erscheinungsbild der Vereinigung aus der Sicht informierter Dritter mitgeprägt wird […]. Damit scheiden gelegentliche und eher beiläufige kriminelle Handlungen aus dem Anwendungsbereich des § 129 StGB ebenso aus wie solche kriminelle Aktivitäten, die im Vergleich zum Gesamtzweck und der Gesamttätigkeit der Vereinigung nebensächlich sind“.

### Absatz 3 Nummer 3 (Straftaten nach §§ 84–87 StGB)
Der dritte Ausschlusstatbestand betrifft Vereinigungen mit einem Zweck der Begehung von Straftaten nach §§ 84 bis 87 StGB.

## Handlungsalternativen
Als täterschaftliche Handlungsalternativen kommen Gründung, Mitgliedschaft, Werbung um Mitglieder oder Unterstützer sowie Unterstützung in Frage.

### Gründung
Der Bundesgerichtshof hat den Begriff des Gründers im Rahmen der Bildung terroristischer Vereinigungen definiert: „Gründer im Sinne von § 129a Abs. 1 StGB sind solche Personen, die den Gründungsakt ‚führend und richtungsweisend bewirken‘ […]. Dies bedeutet aber nicht, dass allein die Gründungsaktivitäten führender Personen erfasst werden sollen; vielmehr wird nur eine wesentliche Förderung der Gründung verlangt, also ein für das Zustandekommen der Vereinigung weiterführender und richtungsweisender Beitrag, auch wenn dieser im Verhältnis zu den Beiträgen anderer Gründer von lediglich untergeordneter Bedeutung ist“.
Diese Definition gilt auch im Rahmen der Bildung krimineller Vereinigungen. Mitglied muss der Gründer nicht werden.

### Mitgliedschaft
Die Anforderungen an die Mitgliedschaft folgen insbesondere aus dem Vereinigungsbegriff. Der Bundesgerichtshof führt zu dem nach der gesetzlichen Bezugnahme gleichbedeutenden Begriff im Rahmen Bildung terroristischer Vereinigungen aus: „Es sollen nunmehr nicht nur Personenzusammenschlüsse erfasst werden, deren Mitglieder sich untereinander als einheitlicher Verband fühlen, sondern auch hierarchisch organisierte Gruppierungen mit bloßer Durchsetzung eines autoritären Anführerwillens ohne ‚Gruppenidentität‘ […]. Auch nach dieser Legaldefinition handelt es sich bei einer Vereinigung indes um einen organisierten Zusammenschluss von Personen, was zumindest eine gewisse Organisationsstruktur sowie in gewissem Umfang instrumentelle Vorausplanung und Koordinierung erfordert; notwendig ist darüber hinaus das Tätigwerden in einem übergeordneten gemeinsamen Interesse […]. Auch wenn die Mitgliedschaft in einer Vereinigung auf der Grundlage der Legaldefinition nicht erfordert, dass sich der Täter in das ‚Verbandsleben‘ der Organisation integriert und sich deren Willen unterordnet, so setzt die mitgliedschaftliche Beteiligung an einer Vereinigung auch nach der Legaldefinition des § 129 Abs. 2 StGB eine gewisse, einvernehmliche Eingliederung des Täters in die Organisation voraus“.
„Für die Strafbarkeit nach diesen Vorschriften reicht es allerdings nicht aus, bloß rein passives Mitglied in einer Vereinigung zu sein. Das Faktum der Mitgliedschaft begründet für sich noch keinen rechtswidrigen Zustand; gefordert ist nach dem Gesetzeswortlaut vielmehr eine Beteiligung als Mitglied, also eine Förderung, in der sich die Eingliederung des Täters in die Organisation manifestiert“.
Es muss dabei auch ein gewisses Zeitmoment gegeben sein. Die Mitgliedschaft muss auf Dauer oder zumindest für eine gewisse Zeit angelegt sein. Förderungshandlungen reichen daher nicht aus, wenn sie nur einmalig angelegt sind. Andererseits reicht es aus, wenn die Förderung für die Zukunft fortgesetzt werden soll.
Nicht erforderlich für Mitgliedschaft ist, sich an den Straftaten der Vereinigung zu beteiligen. Als Förderung reicht auch ein sonstiger Beitrag zum Zweck der Vereinigung.

### Werbung um Mitglieder oder Unterstützer
Seit dem 30. August 2002 ist die sogenannte Sympathiewerbung straflos und lediglich die Werbung um Mitglieder oder Unterstützer strafbar.
Die Handlungsalternative der Werbung um Mitglieder oder Unterstützer beschreibt Tätigkeiten eines Nichtmitglieds. Wenn ein Mitglied wirbt, verwirklicht es damit die Handlungsalternative der Beteiligung als Mitglied. Dabei wird auch auf die Definitionen im Rahmen des § 129a StGB zurückgegriffen. Der Bundesgerichtshof definiert: „Um Mitglieder für eine der in § 129a Abs. 1 oder 2 StGB bezeichneten terroristischen Vereinigungen wirbt, wer sich um die Gewinnung von Personen bemüht, die sich mitgliedschaftlich in die Organisation einer bestimmten derartigen Vereinigung einfügen. Um Unterstützer wirbt, wer bei anderen die Bereitschaft wecken will, die Tätigkeit oder die Bestrebungen einer solchen Vereinigung direkt oder über eines ihrer Mitglieder zu fördern, ohne sich selbst als Mitglied in die Organisation einzugliedern. Die Werbung kann sich dabei in beiden Fällen sowohl an eine konkrete Person als auch an eine unbestimmte Vielzahl von Adressaten richten. Ein Erfolg der Werbung wird nicht vorausgesetzt; auch der erfolglose Versuch, andere als Mitglied oder Unterstützer einer Vereinigung zu gewinnen, wird von der Strafbarkeit erfasst“.

### Unterstützung
Auch zur Definition des Unterstützens wird unter anderem auf Rechtsprechung zum § 129a StGB zurückgegriffen. Der Bundesgerichtshof definiert im Rahmen von § 129a, § 129b StGB das Unterstützen folgendermaßen: „Nach ständiger Rechtsprechung des Senats ist unter einem Unterstützen im Sinne von § 129a Abs. 5 Satz 1, § 129b Abs. 1 Satz 1 StGB grundsätzlich jedes Tätigwerden zu verstehen, durch das ein Nichtmitglied der Vereinigung deren innere Organisation und ihren Zusammenhalt unmittelbar fördert, die Realisierung der von ihr geplanten Straftaten – wenn auch nicht unbedingt maßgebend – erleichtert oder das sich sonst auf deren Aktionsmöglichkeiten und Zwecksetzung in irgendeiner Weise positiv auswirkt und damit die ihr eigene Gefährlichkeit festigt […]. Dies kann zum einen dadurch geschehen, dass ein Außenstehender mitgliedschaftliche Betätigungsakte eines Angehörigen der Vereinigung fördert. Zum anderen greift der Begriff des Unterstützens einer Vereinigung über ein im strengeren Sinne des § 27 Abs. 1 StGB auf die Förderung der Tätigkeit eines Vereinigungsmitglieds beschränktes Verständnis hinaus; denn er bezieht sich auch und – wie schon der Wortlaut des Gesetzes zeigt – sogar in erster Linie auf die Vereinigung als solche, ohne dass im konkreten Fall die Aktivität des Nichtmitglieds zu einer einzelnen organisationsbezogenen Tätigkeit eines Organisationsmitglieds hilfreich beitragen muss. Das Wirken des Nichtmitgliedes muss nicht zu einem von diesem erstrebten Erfolg führen; es genügt, wenn sein Tun für die Organisation objektiv nützlich ist, ohne dass ein messbarer Nutzen für diese eintritt“.

## Strafverschärfungen (Abs. 5), insbesondere Rädelsführer und Hintermann
Für besonders schwere Fälle sieht der fünfte Absatz der Norm Strafverschärfungen vor.
Nach Absatz 5 Satz 2 wird nach herrschender Meinung das Mindestmaß der Strafe für zwei Regelbeispiele (Rädelsführer und Hintermänner) sowie unbenannte Fälle auf sechs Monate erhöht, während das Höchstmaß unverändert bleibt. Rädelsführer ist, „wer in der Vereinigung dadurch eine führende Rolle spielt, dass er sich in besonders maßgebender Weise für sie betätigt“. Dabei kommt es auf den tatsächlich ausgeübten Einfluss an, eine rein formale Stellung in einem Führungsgremium reicht nicht aus. Ein Hintermann ist im Gegensatz zum Rädelsführer nicht Mitglied der Vereinigung und übt von außen ohne formelle Weisungsbefugnis einen wesentlichen Einfluss auf die Vereinigung aus. Gemeint ist damit insbesondere finanzielle oder technische Hilfe. Dabei kann der Hintermann auch offen in Erscheinung treten. Als sonstige, unbenannte besonders schwerere Fälle kommt in Betracht, wenn die Vereinigung ihre Ziele mit besonders schweren Straftaten erreichen möchte, den Zielen der Vereinigung negatives Gewicht zukommt (z. B. Beseitigung der verfassungsgemäßen Ordnung) oder der Vereinigung nach den einzelnen Tathandlungen eine besondere Gefährlichkeit zukommt. Infolge der Schaffung der Qualifikationstatbestände Bildung terroristischer Vereinigungen und Absatz 5 Satz 3 haben die unbenannten schweren Fälle an Bedeutung verloren.
Der Qualifikationstatbestand Absatz 5 Satz 3 sieht Freiheitsstrafe von sechs Monaten bis zu zehn Jahren vor, wenn der Zweck des Zusammenschlusses auf bestimmte besonders schwere Straftaten gerichtet ist, die im Katalog des § 100b Abs. 2 Nr. 1 der Strafprozessordnung genannt sind. Diese erhöhte Strafandrohung ist nur auf die Tathandlungen der Gründung und Mitgliedschaft bezogen, wie sich aus § 129 Abs. 5 Satz 3 ergibt.

## Eingeschränkte Versuchsstrafbarkeit (Abs. 4) und Vollendung
Nach Absatz 4 ist der Versuch nur hinsichtlich der Gründung strafbar.  Denn sämtliche Begehungsarten stellen Vergehen dar, da die Mindeststrafe unter einem Jahr Freiheitsstrafe liegt (§ 12 Abs. 1 StGB). Daher sind nach § 23 Abs. 1 StGB der Versuch und nach § 30 Abs. 1 und 2 StGB bestimmte Vorbereitungshandlungen (Versuch der Beteiligung) nicht ohne ausdrückliche Anordnung strafbar. Somit sind Versuche (oder gar Versuche der Beteiligung) von Mitgliedschaft, Unterstützung oder Werbung nicht strafbar.
Vollendet sind Mitgliedschaft und Werbung um Unterstützer und Mitglieder mit der Vornahme der entsprechenden Handlung. So liegt beispielsweise lediglich strafloser Versuch der Werbung vor, wenn werbende Flugblätter nur bereitgestellt wurden, ohne dass mit dem Verteilen bereits begonnen worden wäre. Beim Unterstützen muss ein konkreter Nutzen für die Vereinigung für eine Vollendung erzielt worden sein. Mit dem Schaffen einer „funktionsfähige[n] Struktur mit der erforderlichen kriminellen Absicht“ ist die Gründung vollendet.

## Absehen von Strafe (Abs. 6)
In den Fällen der Absätze 1–4 (also nicht in besonders schweren Fällen des Absatz 5) kann das Gericht von Strafe absehen, „bei Beteiligten, deren Schuld gering und deren Mitwirkung von untergeordneter Bedeutung ist“.
Für diese sogenannte Mitläuferklausel müssen subjektive und objektive Voraussetzungen kumulativ vorliegen, es müssen also sowohl eine geringe Verantwortlichkeit als auch ein geringer Tatbeitrag gegeben sein. Bei Anwendung wird der Beteiligte schuldig gesprochen und muss die Kosten des Verfahrens tragen. Sofern an einem Schuldspruch kein öffentliches Interesse besteht, kann schon zuvor von der Verfolgung gemäß § 153b Abs. 1 StPO abgesehen werden oder das Gericht nach erhobener Anklage bis zum Beginn der Hauptverhandlung mit Zustimmung der Staatsanwaltschaft das Verfahren nach § 153b Abs. 2 StPO einstellen.

## Tätige Reue (Abs. 7)
Absatz 7 enthält mehrere differenzierte Regelungen nach der Konzeption der tätigen Reue, also quasi für den Rücktritt von einer bereits vollendeten Tat. Für den Versuch der Gründung gemäß Absatz 4 gelten die allgemeinen Regelungen des Rücktritts vom Versuch nach § 24 StGB.

## Konkurrenzen
Mehrere mitgliedschaftliche Betätigungsakte werden bei dem Organisationsdelikt auf Ebene der Konkurrenzen normalerweise zu einer tatbestandlichen Handlungseinheit verbunden. Dies gilt jedoch nicht für solche Betätigungsakte, die zwar im Zweck bzw. Interesse der Vereinigung verübt wurden, aber jeweils eigene Straftaten bilden: Sie stehen zwar jeweils in Idealkonkurrenz zur mitgliedschaftlichen Verwirklichung der Bildung krimineller Vereinigungen, zueinander und zu der Gesamtheit der sonstigen mitgliedschaftlichen Betätigungsakten stehen sie aber im Verhältnis der Tatmehrheit.

## Gerichtszuständigkeit
Erstinstanzlich sind die Landgerichte sachlich zuständig, es sei denn, dass der Generalbundesanwalt wegen der besonderen Bedeutung des Falles vor der Eröffnung des Hauptverfahrens die Verfolgung übernimmt (bewegliche Zuständigkeit). Für die Verhandlung und Entscheidung sind im ersten Rechtszug dann die Oberlandesgerichte zuständig (§ 74a Abs. 1 Nr. 4, Abs. 2 HS 1, § 120 Abs. 2 Satz 1 Nr. 1 GVG). Liegt eine besondere Bedeutung des Falles nicht mehr vor, kann der Generalbundesanwalt die Sache an das Landgericht abgeben, das Oberlandesgericht die Sache an das Landgericht verweisen (§ 74a Abs. 2 HS 2, § 142a Abs. 4, § 120 Absatz 2 Satz 3 GVG).
Die „besondere Bedeutung des Falles“ im Sinne des § 120 Abs. 2 Nr. 1 GVG nimmt der Bundesgerichtshof nur an, „wenn es sich bei der Tat unter Beachtung der Zielrichtung der Vereinigung und deren objektiver Gefährlichkeit um ein staatsgefährdendes Delikt von erheblichem Gewicht handelt, welches den Gesamtstaat in einer derart spezifischen Weise angreift, dass ein Einschreiten des Generalbundesanwalts und eine Aburteilung durch ein Gericht geboten ist, das Bundesgerichtsbarkeit ausübt.“ An die Bejahung einer besonderen Bedeutung des Falles sind strenge Anforderungen zu stellen, weil durch die Übernahmeerklärung insbesondere der gesetzliche Richter (Art. 101 GG) bestimmt wird. Insgesamt muss der in Frage stehende Fall „deutlich aus den Durchschnittsfällen herausragen.“
Die Verhandlungssäle für sog. Staatsschutzsachen sind meist mit besonderen Sicherheitsvorkehrungen, etwa zur Einlasskontrolle, ausgestattet.

## Rechtspolitische Entwicklung

### Politische Opposition
Das Deutsche Reich stellt 1871 mit Schaffung des Reichsstrafgesetzbuchs in § 129 die Mitgliedschaft in einer kriminellen Vereinigung unter Strafe. § 129 RStGB war identisch mit § 99 des Strafgesetzbuchs für die preußischen Staaten von 1851, welcher „[d]ie Teilnahme an einer Verbindung, zu deren Zwecken oder Beschäftigungen es gehört[e], Maßregeln der Verwaltung oder Vollziehung von Gesetzen durch ungesetzliche Mittel zu verhindern oder zu entkräften“ unter Strafe stellte. Diese Strafnorm wiederum ging auf ein preußisches Edikt aus dem Jahr 1798 zurück, das sich gegen eine Verbindung richtete, die sich im Zuge der Französischen Revolution gebildet hatte. Der Hintergrund ist also ein rein politischer, der wenig mit dem heutigen Verständnis einer kriminellen Vereinigung zu tun habe.

### Begehung strafbarer Handlungen
Das Reichsgericht definierte den Begriff der Verbindung in ständiger Rechtsprechung als „die auf eine gewisse Dauer berechnete, organisatorische Vereinigung einer Anzahl von Personen, die bei Unterordnung des einzelnen unter den Willen der Gesamtheit gemeinsame Zwecke verfolgen und unter sich derart in Beziehung stehen, daß sie sich untereinander als ein einheitlicher Verband fühlen“. Dieses Begriffsverständnis herrschte bis 2017 vor und stimmt in weiten Teilen mit der Definition der Vereinigung des BGH und der Literatur überein. In der BRD wurde durch eine Gesetzesänderung im Jahr 1951 wurde der Zweck der kriminellen Vereinigung auf die Begehung strafbarer Handlungen (gleich welcher Art) erweitert und auch deren Unterstützung unter Strafe gestellt. Weg von der politischen Stoßrichtung wurden damit Personenzusammenschlüsse außerhalb der politischen Kriminalität erfasst. 1964 wurde hier auch die Werbung für eine kriminelle Vereinigung unter Strafe gestellt. In der Praxis blieb jedoch der Zusammenhang zu den Staatsschutzdelikten bedeutsam, was sich in zahlreichen Entscheidungen des BGH z. B. zu den Hausbesetzerfällen, zu linksextremistischen Gruppierungen wie der Rote Armee Fraktion (RAF) oder zu rechtsextremen Organisationen belegt wird.

### Organisierte Kriminalität
Gruppierungen der Organisierten Kriminalität (OK) wurden aufgrund der fortgeltenden politischen Auslegung des Vereinigungsbegriffs gerade nicht von § 129 Abs. 1 StGB erfasst. Denn in hierarchisch strukturierten Organisationen, wie sie häufig im Bereich der OK aufzufinden sind, ordne sich der Einzelne nicht – wie vom BGH gefordert – einem in der Organisation gebildeten Gesamtwillen unter. Vielmehr fehlt es im Bereich der Wirtschaftskriminalität regelmäßig an der Verfolgung eines übergeordneten gemeinschaftlichen Ziels, da hier typischerweise das persönliche Gewinnstreben des einzelnen Täters im Vordergrund steht. Im Jahr 2009 nahm es die Bundesregierung hin, dass deshalb „ein gewisser Anteil der kriminellen Organisationen nicht unter § 129 StGB“ fällt. Bereits im Jahr 1992 war das Strafgesetzbuch jedoch im Hinblick auf die Bekämpfung des illegalen Rauschgifthandels und anderer Erscheinungsformen der organisierten Kriminalität reformiert worden.

### Terrorismusbekämpfung
1976 wurde § 129a StGB in das Strafgesetzbuch eingefügt und die Bildung terroristischer Vereinigungen gesondert unter Strafe gestellt. Deren Zweck oder Tätigkeit muss auf die Begehung der in § 129a Abs. 1 und Abs. 2 StGB aufgeführten schweren Straftaten wie Mord, Totschlag und Völkermord gerichtet sein. Zur Umsetzung des Rahmenbeschlusses der Europäischen Union zur Terrorismusbekämpfung nach dem Anschlägen vom 11. September 2001 wurde der Straftatenkatalog des § 129a StGB der Definition der terroristischen Straftaten und terroristischen Vereinigungen im Rahmenbeschluss angepasst und teilweise erweitert.
Durch das 34. Strafrechtsänderungsgesetz vom 22. August 2002 wurde mit dem neu geschaffenen § 129b StGB der Anwendungsbereich der § 129, § 129a StGB auf kriminelle und terroristische Vereinigungen im Ausland erweitert, auf Vereinigungen außerhalb der Europäischen Union jedoch nur, wenn sie Straftaten im räumlichen Geltungsbereich des deutschen Strafgesetzbuchs begehen.

### Aktuelle Beispiele
§ 129 StGB wird mitunter als Schnüffelparagraph bezeichnet, weil gemäß § 100b Abs. 2 Nr. 1 lit. c StPO die Bildung krimineller Vereinigungen zu den besonders schweren Straftaten zählt, deren Verdacht die polizeiliche Ermittlungen ohne Wissen des Betroffenen wie eine Online-Durchsuchung rechtfertigen.
In der Polizeilichen Kriminalstatistik (PKS) sind für 2021 insgesamt 26 Fälle aufgelistet, im Jahr 2020 waren es 19.
Nach dem Urteil des Bundesgerichtshofs vom 3. Dezember 2009 erfüllt die Kameradschaft Sturm 34 die Voraussetzungen einer kriminellen Vereinigung.
Mit Urteil vom 16. Oktober 2009 verurteilte das Berliner Kammergericht drei Mitglieder der militanten Gruppe wegen Mitgliedschaft in einer kriminellen Vereinigung und der versuchten Brandstiftung in Brandenburg/Havel zu Freiheitsstrafen zwischen drei und dreieinhalb Jahren. Mit Beschluss vom 3. Mai 2011 verwarf der Bundesgerichtshof die Revision, womit das Urteil rechtskräftig wurde.
Im Jahr 2015 bestätigte der Bundesgerichtshof die Verurteilung wegen Rädelsführerschaft bzw. Mitgliedschaft in einer kriminellen Vereinigung von Mitgliedern der Hooligans Elbflorenz.
Auch die Freie Kameradschaft Dresden ist eine kriminelle Vereinigung.
Ob das Aktionsbündnis Letzte Generation zu den kriminellen Vereinigungen im Sinne des § 129 StGB gehört, ist seit Dezember 2022 Gegenstand staatsanwaltschaftlicher Ermittlungen und höchstrichterlich noch nicht geklärt. Nach einer Ansicht in der strafrechtlichen Literatur ist dies abzulehnen. Die gegen die Durchsuchungen und die Sicherstellungen von Beweismitteln erhobene Beschwerde eines Betroffenen wiesen jedoch das Amtsgericht Neuruppin und Ende April 2023 das Landgericht Potsdam (Staatsschutzkammer) als unbegründet ab und bestätigten damit das Vorliegen eines Anfangsverdachts, ebenso das Landgericht München I im November 2023.
Am 31. Mai 2023 verurteilte das Oberlandesgericht Dresden im Dresdner Linksextremismusprozess mehrere Personen unter anderem wegen Mitgliedschaft in bzw. Unterstützung einer 2018 in Leipzig gegründeten und überregional vernetzten kriminellen Vereinigung zu mehrjährigen Freiheitsstrafen. Sie wurden auch wegen gefährlicher Körperverletzung, Sachbeschädigung, Urkundenfälschung, Diebstahl und Nötigung im Zusammenhang mit Überfällen auf tatsächliche und vermeintliche Neonazis in Wurzen, Leipzig und Eisenach schuldig gesprochen.

## Situation in Österreich
Im Strafrecht Österreichs ist die kriminelle Vereinigung in den § 278 ff. des österreichischen StGB geregelt. Die kriminelle Vereinigung selbst ist mit einer Strafandrohung bis zu drei Jahren Freiheitsstrafe in § 278 StGB definiert. Die Bildung einer kriminellen Vereinigung gehört zu den opferlosen Straftaten.
Unternehmensähnliche Verbindungen sind im § 278a StGB als kriminelle Organisationen mit einem Strafrahmen bis zu fünf Jahren Freiheitsstrafe bedroht. Diese beiden Delikte sind auf die organisierte Kriminalität zugeschnitten.
Der § 278a StGB sorgte durch seine Anwendung in Österreich in zwei Fällen, der „Operation Spring“ und dem „Wiener Neustädter Tierschützerprozess“, für massive öffentliche und fachliche Kritik. Kritiker forderten seine Überarbeitung, da sein Anwendungsbereich zu weit sei. Eine wissenschaftliche Evaluierung empfahl im Jahr 2011 eine Präzisierungen und Beschränkungen des Tatbestandes, insbesondere eine Schärfung der Tatbestandsmerkmale, um den Anwendungsbereich des § 278a auf den Kernbereich der organisierten Kriminalität einzuschränken. Bei der Abstimmung im Nationalrat  wurde die Änderung des Strafgesetzbuches im Juli 2013 nach Annahme eines SPÖ-ÖVP-Abänderungsantrages und differenzierter Abstimmung in Zweiter Lesung, in Dritter Lesung mehrheitlich angenommen. Mit der Korrektur wurde der Zusatz „oder erheblichen Einfluss auf Politik und Wirtschaft“ in der Definition des Straftatbestands einer kriminellen Organisation gestrichen, um die Verfolgung von Nichtregierungsorganisationen zu verhindern.

## Situation in der Schweiz
Für das Strafrecht der Schweiz existiert in Art. 260ter StGB eine Norm unter der Überschrift Kriminelle und terroristische Organisationen.